# Dioctria gracilis
Dioctria gracilis là một loài ruồi trong họ Asilidae. Dioctria gracilis được Meigen miêu tả năm 1820.